# Mountain bike al Festival olimpico della gioventù europea
La mountain bike è stato inserito nel programma del Festival olimpico della gioventù europea nella diciassettesima edizione, che si è svolta nel 2023.

## Edizioni
| Giochi | Anno | Sede    | Gare |
| ------ | ---- | ------- | ---- |
| XVII   | 2023 | Maribor | 2    |
| XVIII  | 2025 | Skopje  | 2    |

## Discipline
Nella seguente tabella le discipline disputate nelle varie edizioni.
| Edizione | XCO |
| -------- | --- |
| 2023     | •   |
| 2025     | •   |

## Medagliere complessivo
Aggiornato al 2025
| Posiz. | Nazione   | Oro | Argento | Bronzo | Totale |
| ------ | --------- | --- | ------- | ------ | ------ |
| 1      | Svizzera  | 2   | 0       | 0      | 2      |
| 2      | Rep. Ceca | 1   | 0       | 0      | 1      |
| 2      | Belgio    | 1   | 0       | 0      | 1      |
| 4      | Francia   | 0   | 2       | 0      | 2      |
| 5      | Germania  | 0   | 1       | 0      | 1      |
| 5      | Svezia    | 0   | 1       | 0      | 1      |
| 7      | Slovenia  | 0   | 0       | 2      | 2      |
| 8      | Austria   | 0   | 0       | 1      | 1      |
| 8      | Polonia   | 0   | 0       | 1      | 1      |
| Totale | Totale    | 4   | 4       | 4      | 12     |